# Vasantnagar
Vasantnagar là một thị trấn thống kê (census town) của quận Yavatmal thuộc bang Maharashtra, Ấn Độ.

## Nhân khẩu
Theo điều tra dân số năm 2001 của Ấn Độ, Vasantnagar có dân số 4117 người. Phái nam chiếm 54% tổng số dân và phái nữ chiếm 46%. Vasantnagar có tỷ lệ 56% biết đọc biết viết, thấp hơn tỷ lệ trung bình toàn quốc là 59,5%: tỷ lệ cho phái nam là 66%, và tỷ lệ cho phái nữ là 45%. Tại Vasantnagar, 16% dân số nhỏ hơn 6 tuổi.